# Jörg Bollmann
Jörg Bollmann (* 26. Februar 1958 in Herford) ist ein deutscher Journalist. Von 2002 bis März 2024 war er Geschäftsführer und Direktor (seit 2005) des Gemeinschaftswerks der Evangelischen Publizistik (GEP) gGmbH und Geschäftsführer der EKD Media GmbH.

## Leben
Nach dem Studium der Soziologie in Bielefeld und einem Tageszeitungsvolontariat bei der „Rotenburger Kreiszeitung“ in Rotenburg (Wümme) war Jörg Bollmann mehrere Jahre als leitender Redakteur beim niedersächsischen privaten Radiosender radio ffn tätig. Danach arbeitete er als Chef vom Dienst bei SAT.1 Nord in Hannover, um dann zum Norddeutschen Rundfunk zu wechseln, wo er knapp zehn Jahre in verschiedenen Positionen beschäftigt war. Im Landesfunkhaus Niedersachsen in Hannover baute er die Redaktion Aktuelles für NDR 1 Radio Niedersachsen auf, mit einem Mix aus Nachrichten, Nachrichtenmagazinen und Aktuellberichterstattung in der Programmfläche. Er gestaltete die Fusion der Redaktion Aktuelles mit der Redaktion Sport und förderte in diesem Zusammenhang unter anderem den Werdegang des Sportjournalisten Kai Dittmann.
Jörg Bollmann wechselte nach seiner Tätigkeit in Hannover in die Leitung der zentralen Nachrichtenredaktion des NDR mit Sitz in Hamburg, entwickelte neue wellenspezifische Nachrichtenformate und bewerkstelligte den Umzug der Redaktion vom analogen auf digitalen Betrieb. Von Juli 1997 bis Februar 2002 zeichnete er dann als Wellenchef von NDR 2 für ein Hörfunkprogramm verantwortlich. Unter seiner Leitung stabilisierte NDR 2 die damaligen Hörerzahlen und reformierte die Morgensendung, in der erstmals mit Lena Aden und Uwe Bahn Unterhaltungsmoderatoren eingesetzt wurden. Im März 2002 verließ Jörg Bollmann den NDR, um als Geschäftsführer und ab 2005 als Direktor dem Gemeinschaftswerk der Evangelischen Publizistik (GEP) vorzustehen. 2005 vollzog er als Leiter des GEP die Loslösung des Hansischen Druck- und Verlagshauses aus dem Süddeutschen Verlag und die Integration als 100%iges Tochterunternehmen ins Gemeinschaftswerk. Mit der Übernahme der Rundfunkarbeit für den Medienbeauftragten des Rates der EKD, die Programmformate wie Das Wort zum Sonntag und die Fernsehgottesdienste im ZDF verantwortet, und dem Launch von evangelisch.de als dem Internetportal der evangelischen Kirche, baute Jörg Bollmann das GEP zum Kompetenzzentrum für die bundesweite Medien- und Publizistikarbeit der evangelischen Kirche aus und übersetzte die Gründungsidee des ersten GEP-Direktors Robert Geisendörfer in die Anforderungsstruktur des medialen, digitalen Zeitalters.
In seine Zeit als GEP-Direktor fallen unter anderem die Übernahme des Portals religionen-entdecken.de ins GEP, der Aufbau des evangelischen Contentnetzwerks yeet, der Aufbau und die Erweiterung der Nachrichtenplattform Amal, die Kooperation des GEP mit dem Youtube-Kanal Basis:Kirche, der Produktaufbau von epd video, der Erwerb von 74 % Anteilen an der Evangelischen Verlagsanstalt in Leipzig durch das GEP sowie die Übernahme der Mehrheitsanteile am Medienhaus der Evangelischen Kirche in Hessen und Nassau (EKHN) vom GEP als Grundlage für die Gründung eines gemeinschaftlichen Medienunternehmens mit einer gemeinsamen Redaktions- und Produktionseinheit für die digitale Kommunikation am gemeinsamen Standort im Frankfurter Mertonviertel.
Im März 2024 wurde er in einem Festgottesdienst in der Erlöserkirche Bad Homburg vom Aufsichtsratsvorsitzenden des GEP, Kirchenpräsident Dr.Dr.h.c. Volker Jung, in den Ruhestand verabschiedet. Seine Nachfolge übernehmen als Kaufmännische Geschäftsführerin Ariadne Klingbeil, die als Geschäftsführerin auch das EKHN-Medienhaus leiten wird, sowie als Theologische Geschäftsführerin Stefanie Schardien, die vom Rat der EKD auch zur Medienbeauftragten der EKD berufen wurde und dieses Amt in Personalunion ausüben wird.
Im Alterstruhestand wird sich Bollmann weiter für die evangelische Kirche engagieren. Als im Januar 2019 vom Dekanat Hochtaunuskreis beauftragter Lektor hält er seitdem Gottesdienste, vorwiegend in den Gemeinden Bad Homburg-Gonzenheim, Seulberg, Erlöser Kirche und Dornholzhausen. Außerdem arbeitet er als Vorstandsvorsitzender der Stiftung Zukunft gestalten in der Gedächtniskirchengemeinde Bad Homburg-Kirdorf, wo er auch Mitglied im Chor ist.
Jörg Bollmann ist verheiratet und hat zwei Kinder sowie zwei Enkelkinder.
Bollmann gibt folgende Ämter und Funktionen an seine Nachfolgerinnen weiter:
- Vorsitzender der Gesellschafterversammlung der Matthias-Film gGmbH in Berlin,
- Vorsitzender der Gesellschafterversammlung Fundraising Akademie gGmbH in Frankfurt am Main,
- Vorsitzender Gesellschafterversammlung Evangelische Verlagsanstalt (EVA) GmbH in Leipzig,
- Vorstandsmitglied im Evangelischen Medienverband in Deutschland (EMVD),
- Mitglied im Verwaltungsrat der Eikon (Produktionsgesellschaft) gGmbH
- Vorsitzender der epd-Arbeitsgemeinschaft und ständiger Gast der Kirchenkonferenz der EKD.